# Naves (Allier)
Naves é uma comuna francesa na região administrativa de Auvérnia-Ródano-Alpes, no departamento Allier. Estende-se por uma área de 8,13 km². Em 2010 a comuna tinha 125 habitantes (densidade: 15,4 hab./km²).